# Luigi Gelati
Luigi Gelati (Budrio, 10 maggio 1901 – Bologna, 22 luglio 1957) è stato un calciatore italiano, di ruolo portiere.

## Carriera
Debutta in massima serie con la Virtus Bologna nel campionato di Prima Divisione 1922-1923, disputando 38 gare in tre stagioni; gioca ancora in massima serie con la Reggiana nel campionato di Prima Divisione 1925-1926, scendendo in campo per altre 21 volte.
L'anno successivo, dopo un'altra presenza con la maglia della Reggiana, passa alla SPAL dove rimane fino al termine del campionato.
In seguito milita nelle file del Padova, senza avere presenze all'attivo nella stagione 1927-1928, dell'Abruzzo Pescara nel Campionato Meridionale 1928-1929, ed infine del Bologna.

## Palmarès

### Club

#### Competizioni nazionali
- Campionato italiano: 1

Bologna: 1924-1925